# Тошевци
Тошевци (болг. Тошевци) — село в Болгарии. Находится в Видинской области, входит в общину Грамада. Население составляет 195 человек.

## Политическая ситуация
В местном кметстве Тошевци, в состав которого входит Тошевци, должность кмета (старосты) исполняет Маргарита Тодорова Велкова (Земледельческий народный союз (ЗНС)) по результатам выборов правления кметства.
Кмет (мэр) общины Грамада — Николай Любенов Гергов (Национальное движение «Симеон Второй» (НДСВ)) по результатам выборов в правление общины.

## Известные уроженцы
- Живко Живков — болгарский политик.
- Пётр Младенов — болгарский политик.